# 入侵奥兰
在第一次世界大战期间的1918年，苏俄占领下的奥兰群岛遭到瑞典和德国的入侵，两次入侵分别发生在该年2月末和3月初。因为是次军事冲突穿插芬兰流亡政府“白色芬兰”和工人阶级短命政权红色芬兰的战斗，奥兰之战也被视为芬兰内战的一部分。德军于1918年3月取得奥兰的控制权时，俄军被困，瑞典军队则在5月芬兰内战结束前离开。德军在岛上占领到9月，由此引发了奥兰归属争议。此争议被交由1919年的巴黎和会和次年的国际联盟会议讨论。最终于1921年的《奥兰协约》中规定：奥兰为芬兰的自治区，并重获非军事化地位。

## 背景
奥兰位于波罗的海北部，瑞典和芬兰之间，岛上的人们说瑞典语。但在1809年《弗雷德里克港和约》签订后，奥兰和瑞典大部分说芬兰语的地区被一同割让给俄罗斯帝国，并被称为芬兰大公国。在1856年的《巴黎条约》中，该地区被规定为非军事区。第一次世界大战于1914年爆发后，俄国把该地区列为俄军和英军的潜艇基地。1916年7月25日，德国海军飞艇舒特—兰兹9号袭击并轰炸了玛丽港的俄第五潜艇中队，造成7名俄海军士兵死亡。
俄国政府与英法两国达成协议，开始在奥兰设防以应对德国入侵。俄国建立了10座岸防炮台、数个要塞和码头以及两座飞机场。對瑞典而言认为这些设施超出防禦群岛所需。瑞典政府担心遭到来自奥兰的袭击，並感受到來自协约国集团要瑞典放棄中立的壓力。

## 芬兰内战的爆发
随着芬兰在1917年12月从俄罗斯独立，奥兰群岛上发起了加入瑞典的运动。在芬兰内战于次年1月开始后，瑞典国王古斯塔夫五世和首相约翰内斯·赫尔纳在2月8日接见了奥兰的代表。根据代表所述，奥兰举行了一场公投，95%的投票者愿意奥兰加入瑞典。代表呼吁瑞典政府采取行动对抗俄军的独断专行和混乱无序，瑞典媒体同样呼吁政府出于人道而行动。自战争开始起，瑞典政府已经从芬兰本土经西岸城市波里疏散超过1,000名瑞典公民。
一队由460人组成的白卫军逃离新考蓬基，穿越群岛海，历经三天，最终在2月10日登陆，这标志着芬兰内战延烧到了奥兰。登陆后，白卫军和苏军发生了细微的摩擦。14日，白卫军占领了松德的蒲剌斯托电报站，包围了20名大多无心恋战、等待回家的苏军士兵。

## 瑞典入侵奥兰

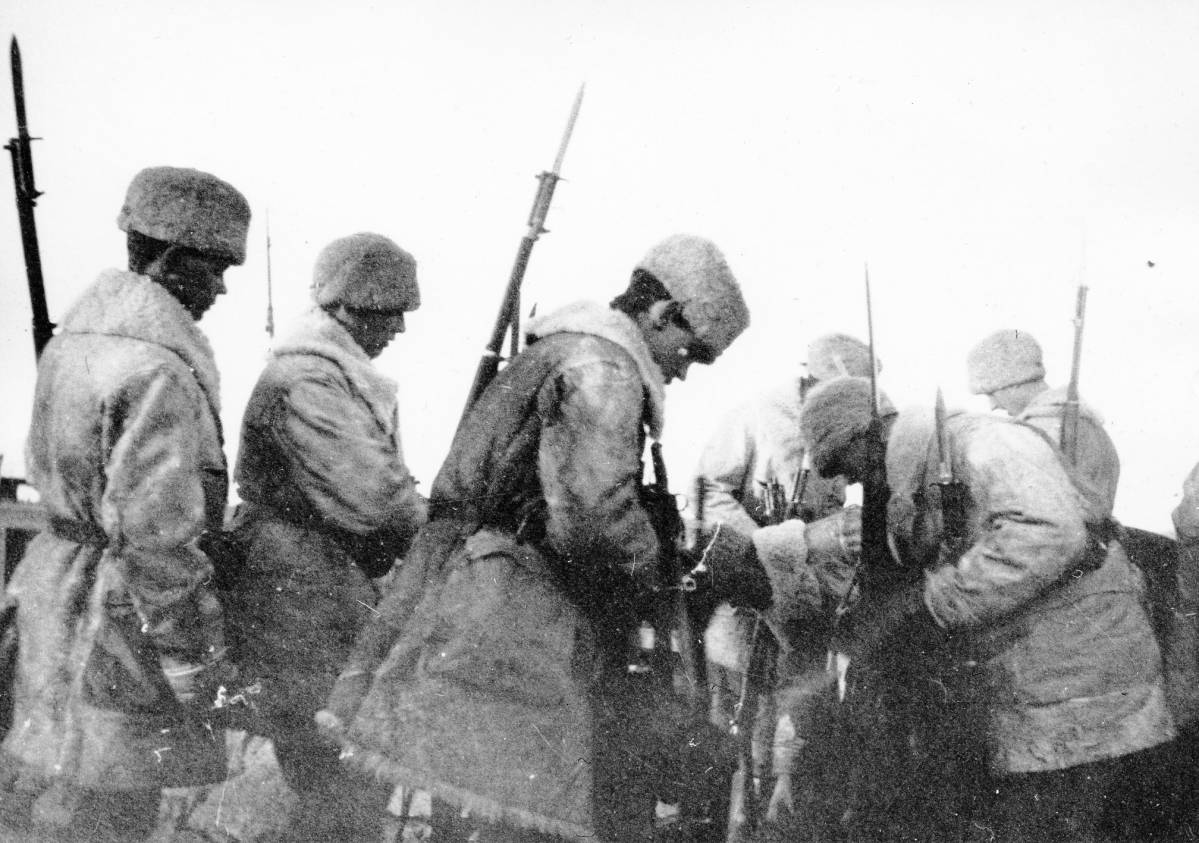
瑞典军队在村中解除苏军官兵的武装

1918年2月13日，瑞典决定出兵奥兰。两天后，瑞典政府派出的先遣队抵达了奥兰群岛靠近该国一侧的埃克勒，这支先遣队由一艘破冰船、一艘岸防舰和一艘运兵船组成。他们派出一支小部队登陆奥兰以保护当地人民远离苏军的暴行并不受芬兰军队的武力威胁。白卫军误以为瑞典军队前来增援，并士气高涨，攻下了两地的炮台。但让白卫军始料未及的是，瑞典军队和苏军展开了谈判。
谈判在2月17日开始，此时150名芬兰赤卫队成员从图尔库抵达奥兰，以在谈判破裂后帮助苏军打击瑞典军和白卫军。同日，白卫军攻占了芬斯特伦的哥得比（Godby）村，苏军成功守住了约马拉和一个炮兵要塞。19日，赤卫军对哥得比发起反攻，但攻势被遏制。哥得比一战以白卫军战死2人、赤卫军战死3人收场，8名被俘虏的赤卫队员遭处决。此战成为芬兰内战中唯一一次在奥兰进行的战斗。
随着奥兰的战况升级，瑞典军假冒了白卫军司令卡尔·古斯塔夫·埃米尔·曼纳海姆的名义，下令白卫军从奥兰撤退。白卫军在20日执行了这一命令。而事实上，曼纳海姆要求他的部队占领整个奥兰群岛并袭击赤卫军的大本营图尔库。白卫军发现这是瑞典军的计谋后，向瑞典表达抗议。而瑞典方面为了安抚白卫军，只得说明散布假命令是为了保护说瑞典语的岛民，而不是为了吞并奥兰。
2月19日，为强迫苏军离开，瑞典派出两艘岸防舰，搭载着一个岸防炮兵连，抵达奥兰，而苏军波罗的海舰队中央委员会试图避免正面冲突。苏方政治代表声明苏军愿意离开奥兰。隔天，解除苏军武装的命令被下达，芬兰破冰船将300名俄军官兵和赤卫队员带到图尔库。24日，一个500人的营在埃克勒登陆。至3月2日，瑞典已控制整个群岛，此时岛上还有约1,200名被解除武装的苏军。

## 德国入侵奥兰

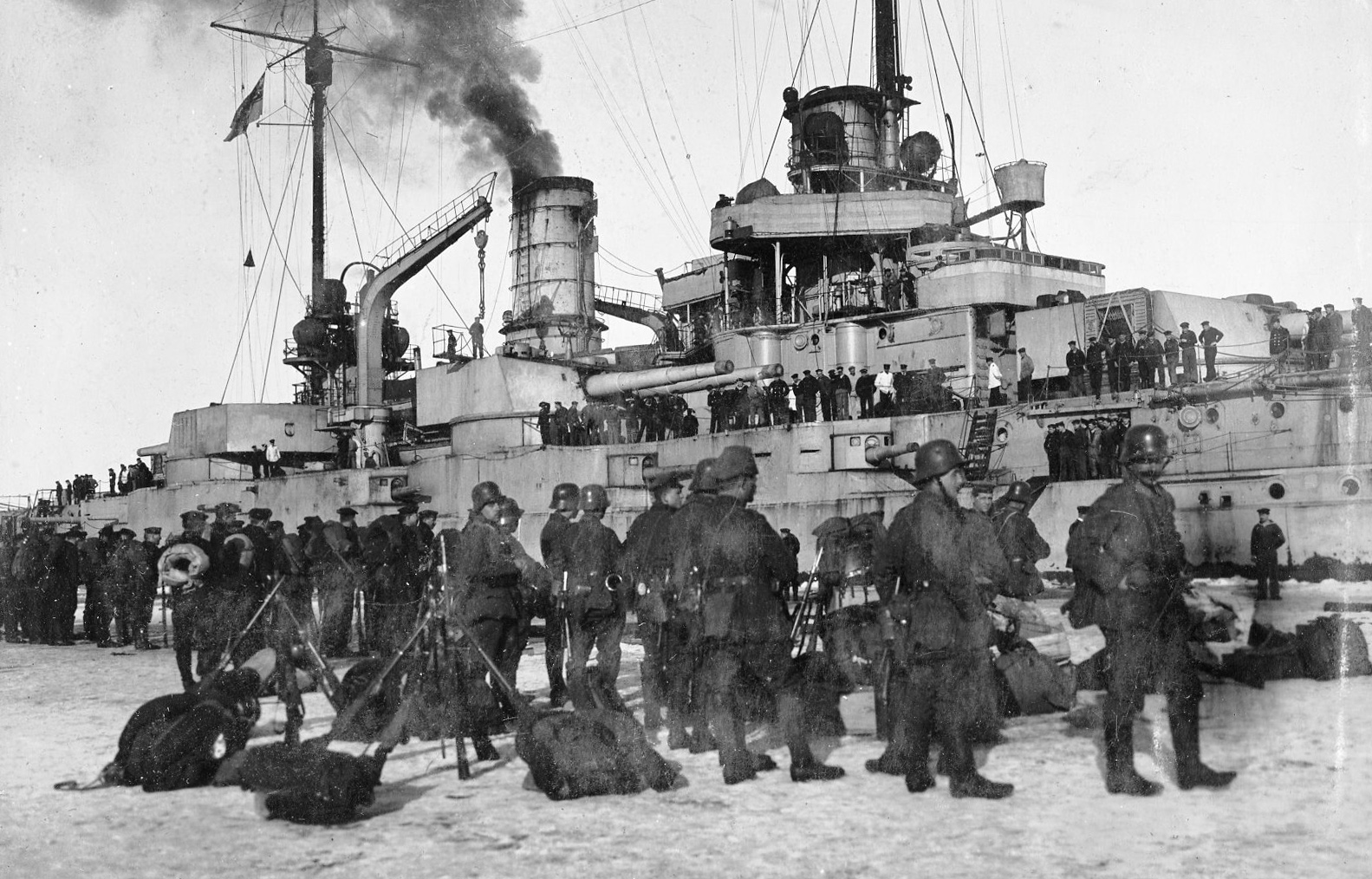
1918年3月5日，德军在埃克勒登陆

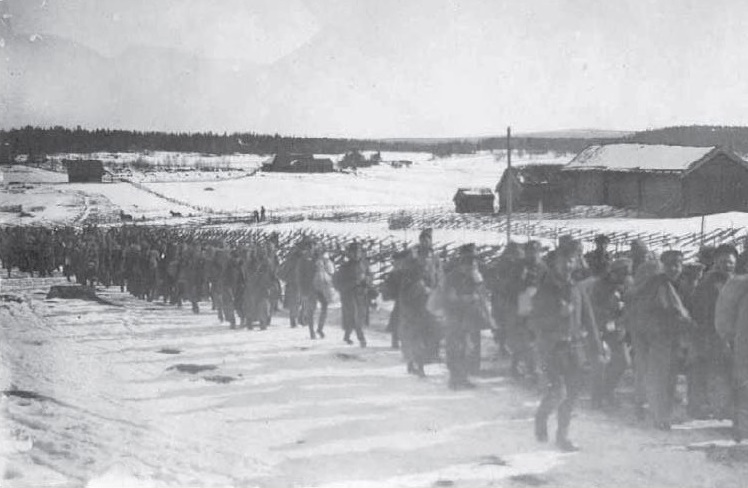
被捕的苏军被移送到埃克勒

随着俄国与同盟国的停火协定在1918年2月18日失效，德军开展了拳击行动。因为德军尚不知道瑞典会保持中立还是加入同盟国，所以此次行动包含了占领奥兰。由于芬兰靠近北冰洋和苏俄当时的首都彼得格勒，德军有意夺取芬兰。他们从芬兰的友军处请求支援，以为侵略正名。白色芬兰请求德军入侵奥兰的消息在22日到达柏林。德军本想在芬兰西海岸的劳马登陆，但佩赖海的海冰太厚，他们最后于4月初才在芬兰南部的汉科登陆。
2月28日，胡戈·莫伊雷尔率领的威斯特法伦号战列舰和莱茵兰号战列舰离开但泽，前往奥兰。海冰拖慢了船队的速度，最终他们在3月5日抵达埃克勒。次日，瑞典军在压力之下不得不与德军谈判。双方约定共有奥兰群岛，瑞典军掌握首府玛丽港及几个村庄，但埃克勒港归双方使用。岛上建立了一个军事总长的职位，由德海军军官、白色芬兰的代表亚尔玛·冯·班斯多夫充任。
德军捕获了1,000－1,200名苏军，并把他们送到利耶帕亚。250名来自乌克兰、波兰、拉脱维亚和爱沙尼亚的苏军士兵被送到瑞典的一处拘留营，后又被移送至德国萨斯尼茨。德军还在玛丽港收缴了苏军的几艘舰船和芬兰的波罗的海号蒸汽船。
3月10日，为解决图尔库的危机，芬兰赤卫队和德军发起了谈判。德国在以对方交出被关押在图尔库的战俘为前提的条件下同意了谈判。整个1918年，苏俄经芬兰向德国交还了约65,000名战俘。赤卫军代表乘坐马拉雪橇，携带着260名战俘前来谈判。3月15日，双方见面会谈。但赤卫队得知德军是应白卫军请求而来，所以不会谈目的。赤卫军代表最终被送回陆地。
3月末，德军于群岛海发起行动，以确保在汉科登陆的部队左翼的安全。他们计划从奥兰经帕尔加斯等四个岛屿抵达图尔库。其中两个岛屿已在2月25日和28日落入其盟友白卫军手中，但赤卫军于4月4日在纳谷岛截击了德军。德军最后离开了群岛，专心于汉科到赫尔辛基的行动。

## 后续
瑞典军队于3月14日从奥兰撤走大半，但一小部分部队直到芬兰内战结束才离开。1918年5月26日，最后一批瑞典官兵从岛上撤离，而德军则停留到当年9月。战后，瑞典仍要吸收奥兰群岛，要求在《凡尔赛和约》中解决争议，但此事在和约中并未提及。1919年，奥兰再次举行全民公投，总共一万名投票者中有9,900人支持加入瑞典。次年，英国把奥兰问题带进国联会议，最终在1921年，奥兰正式成为芬兰的自治区和非军事区。

## 伤亡
德军在奥兰作战期间有6人死亡，其中3人在3月9日因破冰船撞击水雷沉没而丧生，2名海军士兵于4月11日在舰船搁浅后淹死。此外，在奥兰之外，图尔库之战中德军有7人战死。
瑞典方面，一名步兵军士在4月自杀身亡。芬兰白卫军在哥得比有3人死亡，在图尔库也有3人分别死于两场战斗。
苏军的具体死亡人数不明，但可以确定至少两人在与芬兰白卫军的交战中身亡。3月末白卫军在沃尔德附近俘虏了一名苏军和赤卫队员，最终将其杀害。
芬兰赤卫军有3人死于哥得比，8名俘虏在海峡中被白卫军射杀，还有数人死于图尔库群岛。